# Strada Mitropolit Dosoftei din Chișinău
Strada Mitropolit Dosoftei (până la sf. secolului al XIX-lea – str. Gostinaia; de la sf. secolului al XIX-lea-1924 – str. Schmidtovskaia; în 1924-1944 – str. C. Schmidt; în 1944-1961 – str. Stalingradskaia; în 1961-1990 – str. 25 Octombrie) este o stradă din centrul istoric al Chișinăului. 
De-a lungul străzii sunt amplasate o serie de monumente de arhitectură și istorie (biserica romano-catolică „Providența Divină”, casa medicului Leopold Siținschi, vila urbană, nr. 91, casa individuală, nr. 93-95, clădirea fostei școli internat pentru copiii feroviarilor, casa de raport, nr. 103, casa de raport cu pasaj, nr. 118, complexul cazărmilor, casa cu pasaj comun, nr. 130, complexul de clădiri ale Depoului și cârmuirii fostei societăți „Tramvaiul Chișinăului” etc.), precum și clădiri administrative (Direcția Generală Educație, Tineret și Sport, Parcul de troleibuze Nr. 1 al RTEC și altele). 
Strada începe de la intersecția cu str. Mitropolit Bănulescu-Bodoni, intersectând alte 8 artere și încheindu-se la intersecția cu str. Henri Coandă.  

## Legături externe
- Strada Mitropolit Dosoftei din Chișinău la wikimapia.org